# 本町 (中野区)
本町（ほんちょう）は、東京都中野区の町名。現行行政地名は本町一丁目から本町六丁目。住居表示実施済み区域である。

## 概要
中野区のほぼ中央部に位置する。町域の東部と南部は神田川に接しており、東部は川を境に新宿区西新宿に接し、南部は中野区弥生町に接する。北部は青梅街道を境に中野区中央に、西部は杉並区和田に、それぞれ接している。町域内を中野通りと山手通りが縦貫している。
東京23区内には「本町」と称する町域が複数存在し、特に近接して渋谷区の本町（ほんまち）があるため、混乱を防ぐため、当地所在の店舗名などに用いられる際は「中野本町」（なかのほんちょう）と区の名前を付しているケースも見られる。町域内は主に住宅地として利用される。いわゆる木賃ベルト地帯の一角でもあり、一戸建てのほかマンションやアパートも見られ、一人暮らしをしている若年層の住民も見られる。
東中野には青梅街道沿いに丸ノ内線の中野坂上駅と新中野駅がある。中野坂上駅の交差点付近は、2000年頃の再開発により当地や隣接する中野区中央に、オフィスが入った高層ビルが立ち並ぶようになり、交差点付近は以前に比べて景観も変わった。青梅街道沿いは、中野区内でも古くから人の往来があった場所でもあり、新中野駅には鍋屋横丁と呼ばれる古くからの商店街がある。また、当地は新宿駅からも比較的近く、青梅街道沿いにはオフィスビルも見られる。

## 地理
この地域は武蔵野台地の中央部に位置する。
中野区の南東部では、東進してきた神田川が北上し、桃園川（現在は暗渠化）が合流している。この2つの川により舌状台地が形成され、これを中野台地と呼ぶ。
この台地は東西に平坦で、青梅街道が走っている。この街道の北側と大久保通り（桃園川沿いを並走する道）の間が「中央」、街道の南側と神田川の間が「本町」である。
「本町」は更に、「台地の上の部分」「南側斜面および神田川沿い」の2つに分けられる。前者は青梅街道沿いにオフィスビル、商業施設、マンションなどが立ち並ぶ。街道の裏手は住宅地となっている。後者も住宅地であるが、学校用地としての利用が特徴的である。

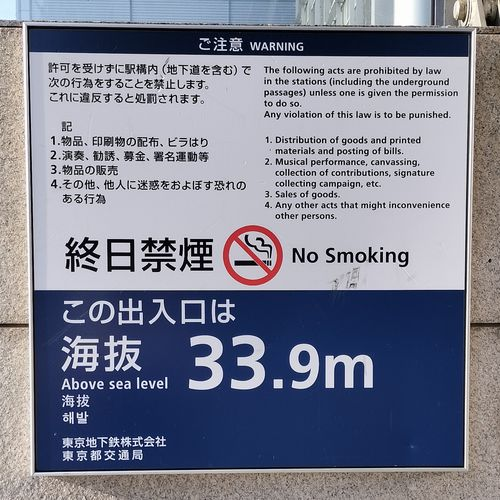
中野坂上駅1番出入口の標高は33.9m

### 地価
住宅地の地価は、2025年（令和7年）1月1日の公示地価によれば、本町2-13-13の地点で76万8000円/m2となっている。

## 歴史

### 地名の由来
中野区のほぼ中央部に位置するため、本町とされる。

### 旧町名と現町名との対比
1967年6月1日の住居表示実施により現行の本町一丁目から本町六丁目が成立した。旧町名との対比は以下の通りである。
- 本町一丁目 = 相生町、本町通一丁目
- 本町二丁目 = 東郷町、朝日ヶ丘、本町通二丁目
- 本町三丁目 = 東郷町、朝日ヶ丘、道玄町、本町通三丁目
- 本町四丁目 = 本町通三丁目、本町通四丁目、本町通五丁目、道玄町、西町、千代田町、宮里町
- 本町五丁目 = 宮里町、千代田町
- 本町六丁目 = 本町通五丁目、本町通六丁目、西町

## 世帯数と人口
2023年（令和5年）1月1日現在（東京都発表）の世帯数と人口は以下の通りである。
| 丁目       | 世帯数     | 人口     |
| ---------- | ---------- | -------- |
| 本町一丁目 | 2,368世帯  | 3,685人  |
| 本町二丁目 | 2,982世帯  | 4,492人  |
| 本町三丁目 | 3,721世帯  | 5,467人  |
| 本町四丁目 | 4,893世帯  | 7,174人  |
| 本町五丁目 | 2,589世帯  | 3,808人  |
| 本町六丁目 | 3,213世帯  | 4,851人  |
| 計         | 19,766世帯 | 29,477人 |

### 人口の変遷
国勢調査による人口の推移。
| 年                 | 人口   |
| ------------------ | ------ |
| 1995年（平成7年）  | 26,229 |
| 2000年（平成12年） | 26,835 |
| 2005年（平成17年） | 27,482 |
| 2010年（平成22年） | 28,136 |
| 2015年（平成27年） | 29,410 |
| 2020年（令和2年）  | 30,885 |

### 世帯数の変遷
国勢調査による世帯数の推移。
| 年                 | 世帯数 |
| ------------------ | ------ |
| 1995年（平成7年）  | 13,894 |
| 2000年（平成12年） | 15,248 |
| 2005年（平成17年） | 16,242 |
| 2010年（平成22年） | 17,546 |
| 2015年（平成27年） | 18,638 |
| 2020年（令和2年）  | 20,160 |

## 学区
区立小・中学校に通う場合、学区は以下の通りとなる（2024年4月現在）。
| 丁目       | 番・番地等 | 小学校                 | 中学校             |
| ---------- | ---------- | ---------------------- | ------------------ |
| 本町一丁目 | 全域       | 中野区立中野第一小学校 | 中野区立第二中学校 |
| 本町二丁目 | 全域       | 中野区立中野第一小学校 | 中野区立第二中学校 |
| 本町三丁目 | 全域       | 中野区立中野第一小学校 | 中野区立第二中学校 |
| 本町四丁目 | 全域       | 中野区立中野本郷小学校 | 中野区立第二中学校 |
| 本町五丁目 | 全域       | 中野区立中野本郷小学校 | 中野区立第二中学校 |
| 本町六丁目 | 全域       | 中野区立中野本郷小学校 | 中野区立第二中学校 |

## 事業所
2021年（令和3年）現在の経済センサス調査による事業所数と従業員数は以下の通りである。
| 丁目       | 事業所数    | 従業員数 |
| ---------- | ----------- | -------- |
| 本町一丁目 | 184事業所   | 4,903人  |
| 本町二丁目 | 262事業所   | 6,301人  |
| 本町三丁目 | 211事業所   | 2,088人  |
| 本町四丁目 | 324事業所   | 3,153人  |
| 本町五丁目 | 119事業所   | 1,301人  |
| 本町六丁目 | 180事業所   | 1,363人  |
| 計         | 1,280事業所 | 19,109人 |

### 事業者数の変遷
経済センサスによる事業所数の推移。
| 年                 | 事業者数 |
| ------------------ | -------- |
| 2016年（平成28年） | 1,244    |
| 2021年（令和3年）  | 1,280    |

### 従業員数の変遷
経済センサスによる従業員数の推移。
| 年                 | 従業員数 |
| ------------------ | -------- |
| 2016年（平成28年） | 18,487   |
| 2021年（令和3年）  | 19,109   |

### 主な企業
- ソフト・オン・デマンド - 6丁目の青梅街道沿いに本社および関連会社がある。
  - SODクリエイト
- レオパレス21 - 2丁目の青梅街道沿いに本社ビルを持つ。
- マッドハウス - アニメスタジオ。3丁目の本町新橋通り沿いに所在。
- ベーゼンドルファー - オーストリアのピアノメーカー。ハーモニータワー内に店舗を持つ。
- 新日本プロレス - ブシロード傘下になってから住友中野坂上ビルに本社を置いていたが、1丁目の青梅街道沿いのビルに移転した。

## 施設
- 東京工芸大学
- 新渡戸文化中学校・高等学校
- ハーモニースクエア
- 中野坂上サンブライトビル
- 中野坂上セントラルビル
- ダイソー、洋服の青山
- 中野ロッジ

### 公共機関等
- 日本司法支援センター - ハーモニータワー内にある法務省所管の準独立行政法人。

### 宗教施設
- 成願寺
- 八津御嶽神社 - 2丁目の神田川沿い。長島孝一の設計による鉄筋コンクリートの社が特徴的。

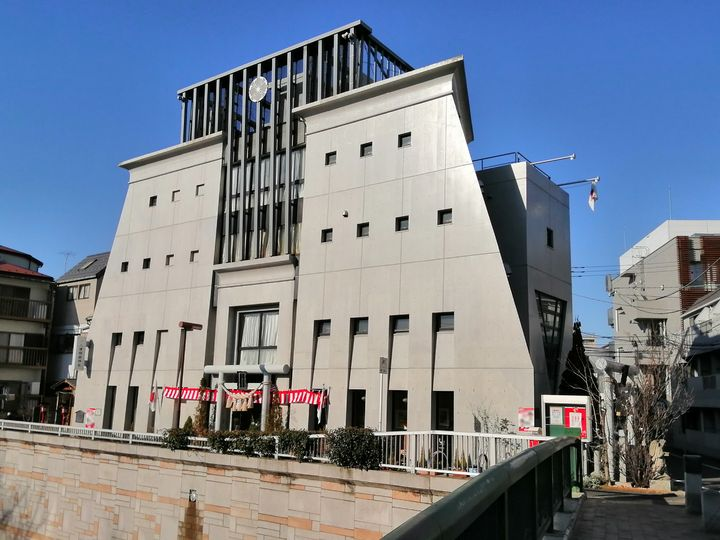
八津御嶽神社

- 五柱五成神社

### かつて存在した施設等
- TENGA - 1丁目の山手通り沿いに本社があったが、2017年に港区三田に移転した。
- 貴乃花部屋 - 1982年に中野新橋駅そばに設立。継承時に藤島部屋→二子山部屋→貴乃花部屋と改称した。2016年に江東区新砂に移転、2018年に部屋自体が消滅となった。
- さいとう・プロダクション - さいとう・たかをの漫画製作プロダクション。国分寺市での設立後、都心進出のため中野・十貫坂（本町6丁目）へ移転、更に中野1丁目の大久保通り沿いの自社ビルに移転した。
- 勁文社 - 「ケイブンシャの大百科」で知られた出版社。3丁目にあったが、2002年に倒産した。

## 名所・旧跡
- 象小屋跡 - 徳川吉宗がベトナムから取り寄せた象が、この地の農民に払い下げられた。2丁目の朝日が丘公園に解説の駒札が立っている。
- 長者橋 - 山手通りの神田川にかかる橋。成願寺を開いた「中野長者」鈴木九郎に由来。首都高速「中野長者橋出入口」の名称にも採られている。
  - 石臼 - 明治から大正にかけて、中野坂上は製粉業が盛んであった。中野坂の途中にある石森製粉は、かつて実際に製粉に使ってみたことのある直径2mの元製紙用の石臼を自社ビル前に展示している。このビルの上階は「マンション・ストーンミル」という名称の集合住宅になっている。ハーモニースクエアの広場には石臼を使った腰掛けがある。また中野区中央の宝仙寺には石臼塚という周辺で使われなくなった石臼の供養塚がある。

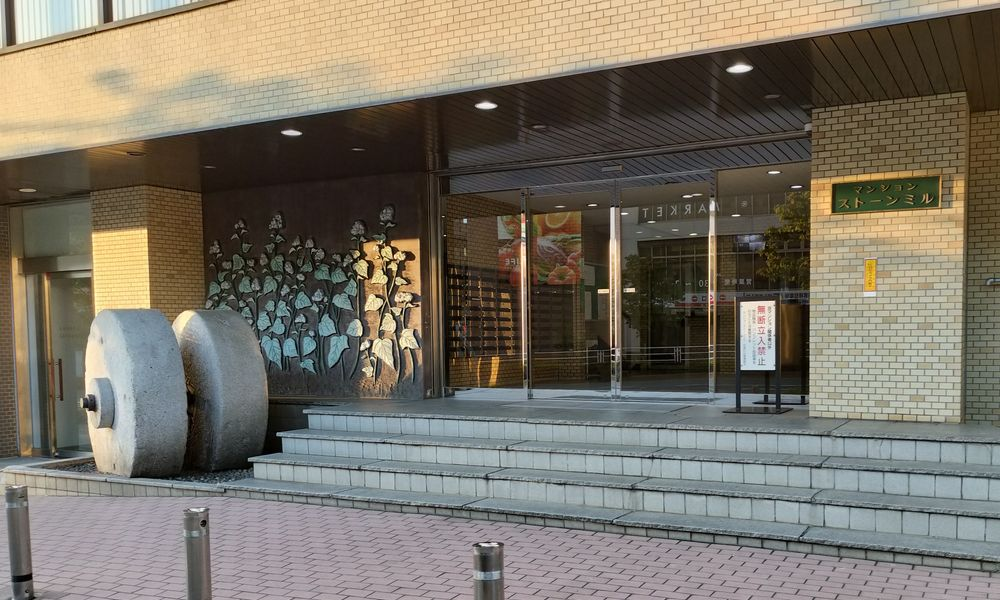
「ストーンミル」前の石臼
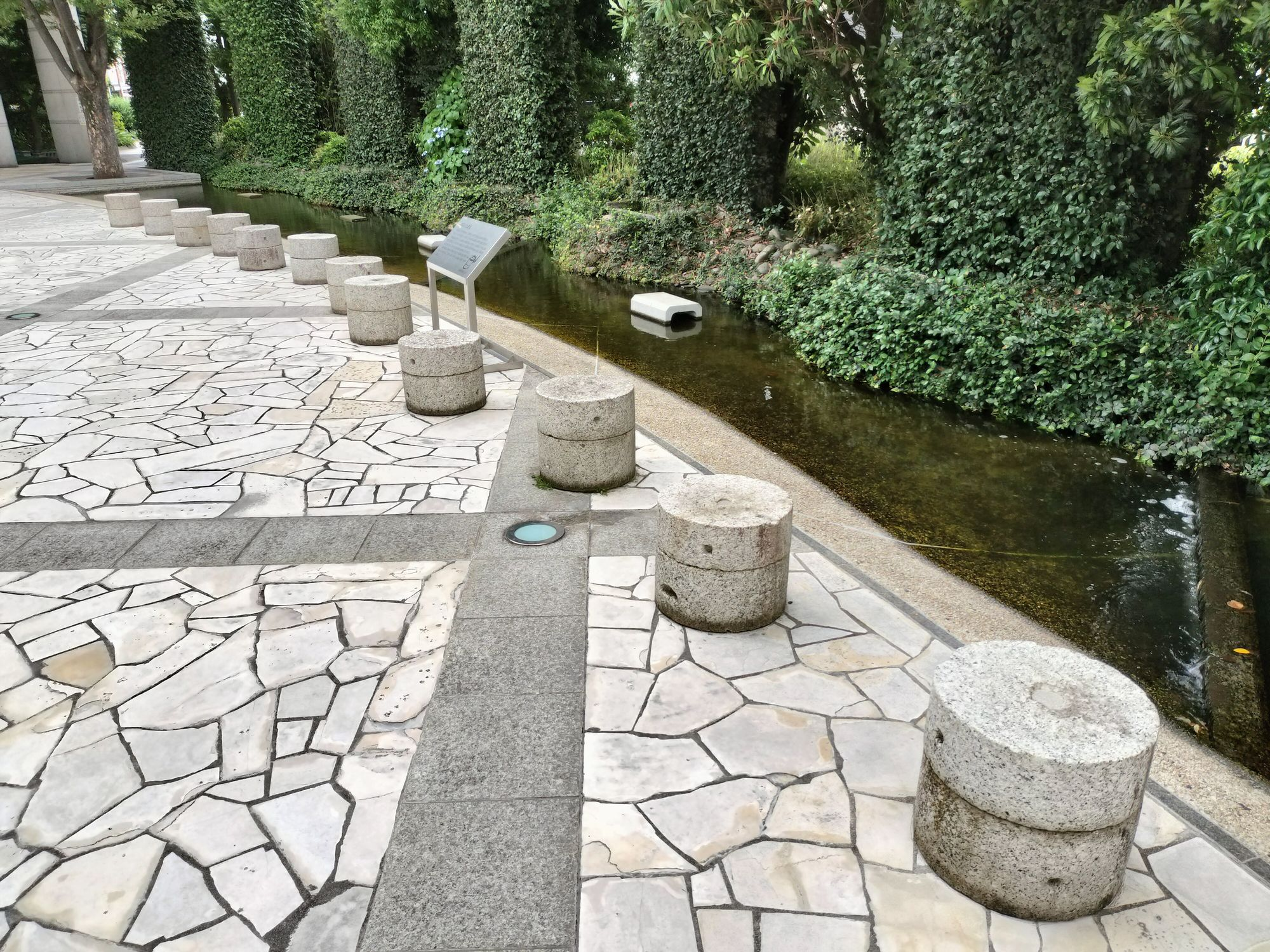
ハーモニースクエアにある石臼の腰掛け
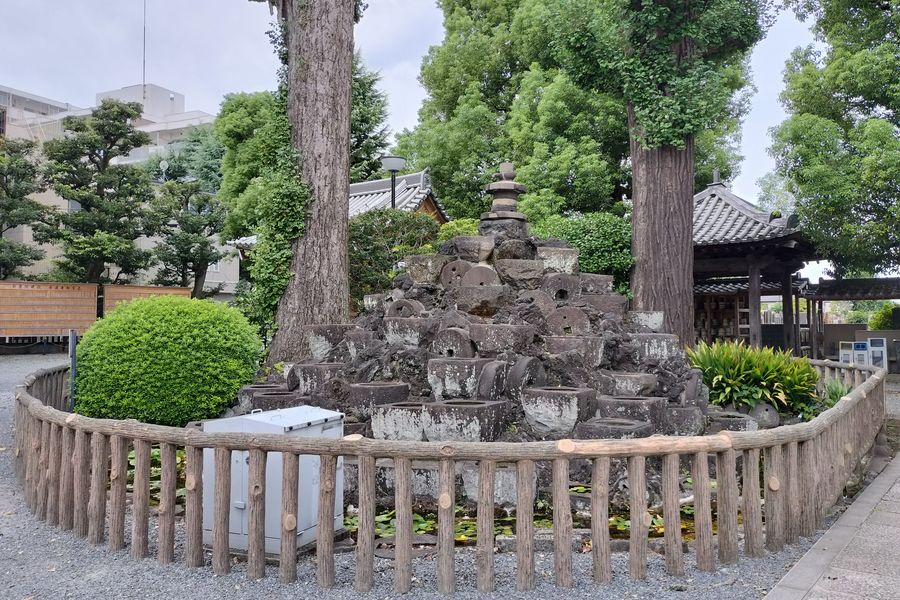
宝仙寺の石臼塚

## 名物
- 坂上バーガー - 青梅街道・中野坂の途中にある商店が製造・販売している（暑い時期は休止）。コロッケ、チキンカツ、ハムカツなどをバンズに挟んであり、100円で販売している。

## ゆかりの人物
- 花田虎上、貴乃花光司 - 元大相撲力士の兄弟。桃園小学校出身。若貴ブームの頃に中野新橋を盛り上げた。
- 松村邦洋 - 中野新橋に長く居住していることを公言。地元の縁で貴乃花とも親交がある。
- 出川哲朗
- 中川翔子
- 小倉智昭 - 1丁目の山手通り沿いに自身が経営する飲食店を持つ。
- 原口あきまさ - 2000年頃に2丁目のレンタルビデオ店をよく利用していたと雑誌に執筆した。

## 出来事
- 光クラブ事件 - 戦後間もない頃に東大生らが関わった経済事件。クラブの本社が鍋屋横丁にあった。

## ギャラリー

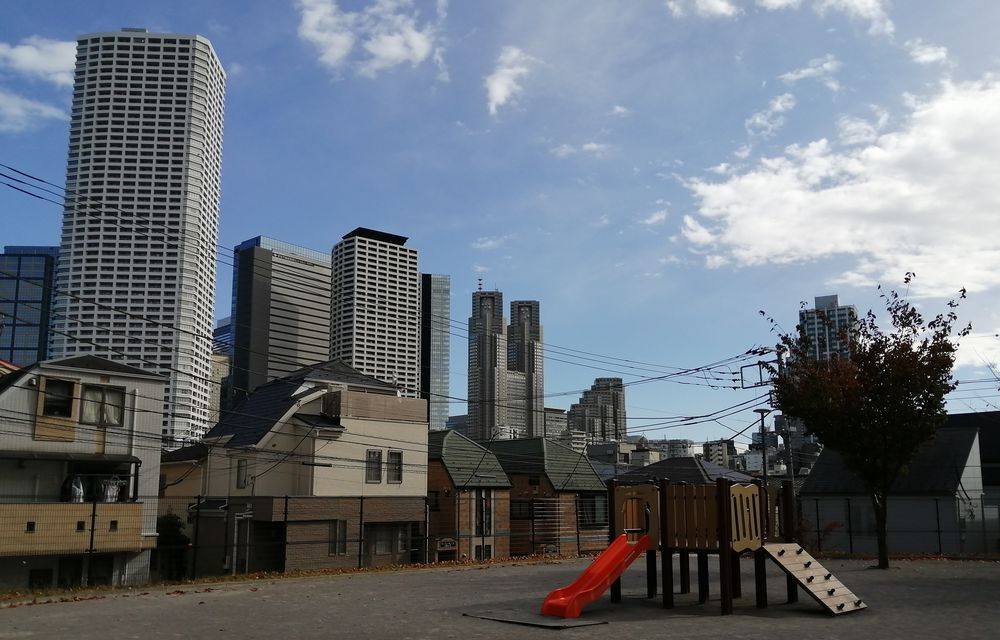
本一公園
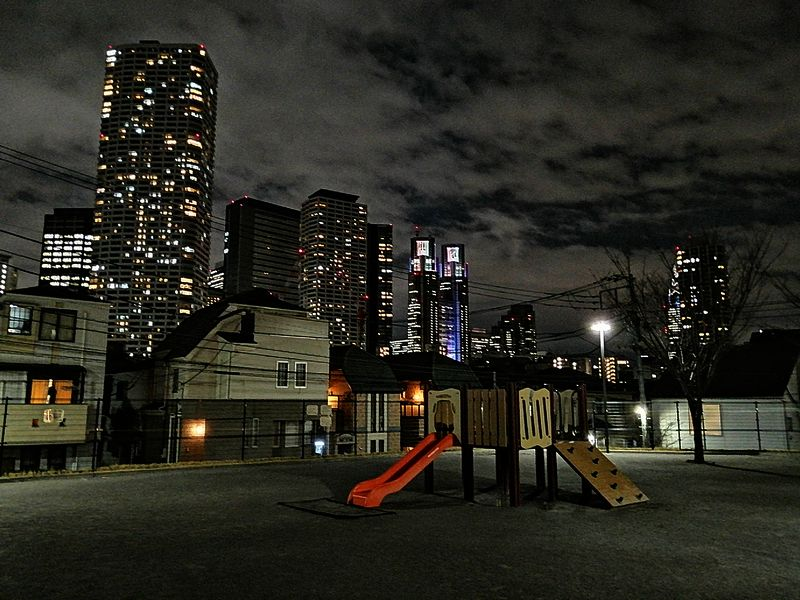
本一公園の夜景
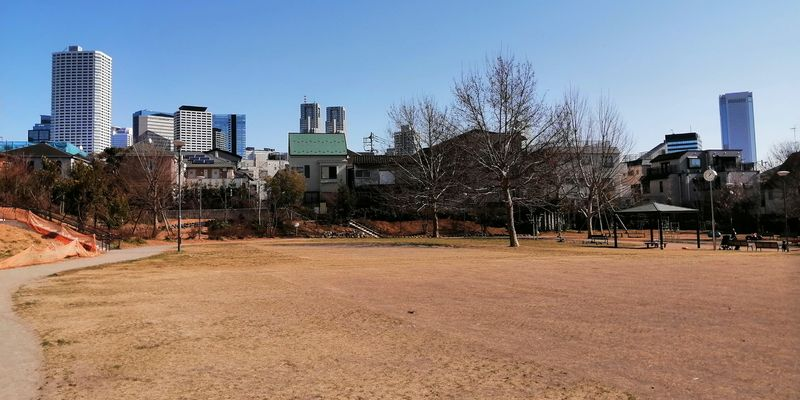
本二東郷やすらぎ公園
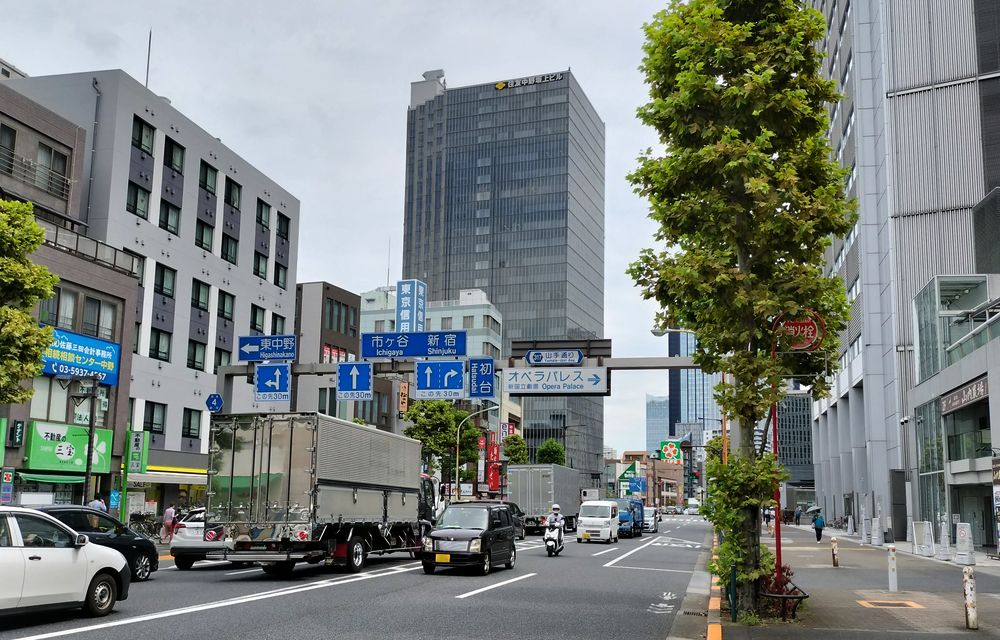
青梅街道の中野坂上交差点西側
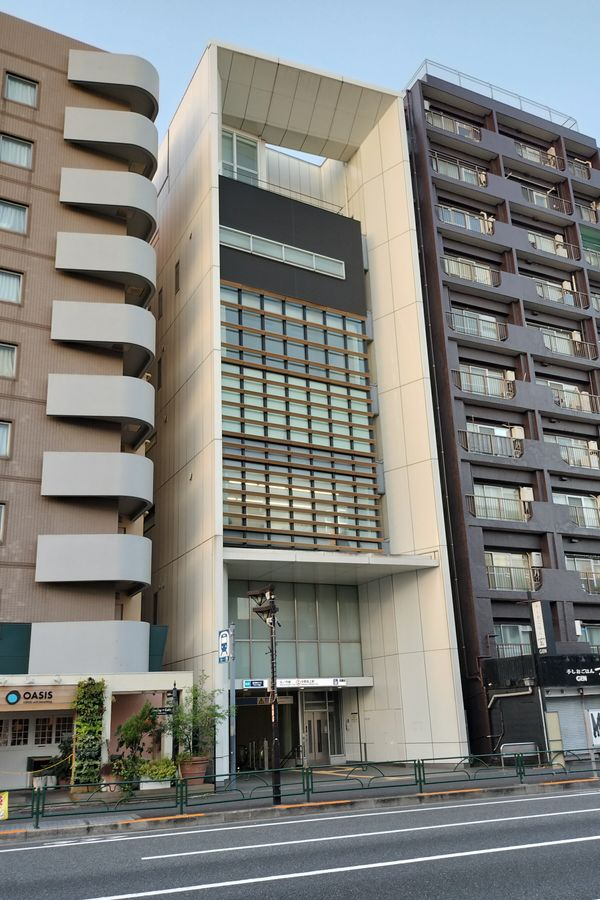
中野坂上駅3番出入口のあるビル

## 関連番組
- 出没!アド街ック天国（テレビ東京）
  - 『中野新橋』（2000年6月10日） - ゲストはダンカン、久本雅美、早坂好恵。
  - 『中野坂上』（2003年1月18日） - ゲストは来栖あつこ、川崎麻世、浜口順子。放映時は再開発が完了しており、高層ビル群が第1位であった。

## その他

### 日本郵便
- 郵便番号 : 164-0012[3]（集配局 : 中野郵便局[15]）。